# بازندگان قهرمان
بازندگان قهرمان (انگلیسی: Heroic Losers) یک فیلم سرقت آرژانتینی به کارگردانی سباستیان بورنستین است که در سال ۲۰۱۹ منتشر شد.
بازندگان قهرمان در ۱۵ اوت ۲۰۱۹ در آرژانتین اکران شد و اولین نمایش بین‌المللی خود را در بخش نمایش‌های ویژهٔ جشنواره بین‌المللی فیلم تورنتو برگزار کرد. این فیلم به خاطر بازی‌هایش مورد تحسین قرار گرفت و منتقدان آن را با چگونه یک‌میلیون بدزدیم (۱۹۶۶) و یازده یار اوشن (۲۰۰۱) مقایسه کردند. فیلم به عنوان نماینده آرژانتین برای بهترین فیلم بلند بین‌المللی در نود و دومین دوره جوایز اسکار انتخاب شد، اما نامزد نشد.

## بازیگران
- ریکاردو دارین
- چینو دارین
- آندرس پارا
- مارکو آنتونیو کاپونی
- کارلوس بلوسو
- دانیل آرائوس
- ورونیکا ئیناس
- لوئیس براندونی
- ریتا کورسته